# Az ártatlanság múzeuma
Az ártatlanság múzeuma (eredeti címén Masumiyet Müzesi) Orhan Pamuk Nobel-díjas török író 2008-ban kiadott regénye, mely egy üzletemberről szól, aki éveken át megszállottan gyűjti a szeretett nőhöz kapcsolódó tárgyakat. Pamuk Isztambul Beyoğlu negyedében valódi múzeumot hozott létre a regényben szereplő tárgyaknak, melyeket maga gyűjtött össze. A történet korhű képet fest az 1970-es évek modernizálódó, de még nem teljesen nyugatias török társadalmáról és az isztambuli élet mindennapjairól.

## Történet
1975-ben a 30 éves Kemal, jómódú üzletember, beleszeret egy távoli rokonába, a 18 éves Füsunba, aki egy boltban dolgozik azon a gazdag környéken (Nişantaşı), ahol a férfi lakik. A lángoló szerelemnek azonban véget kell érnie, ahogy a társadalmi konvencióktól kötve Kemal eljegyez egy „rangban hozzá illő” lányt, Sibelt. A megbántott Füsun, aki nem akar egy életen át egy családos ember szeretője lenni, inkább férjhez megy egy induló filmeshez, Feridunhoz. Kemal a szerelem rabjává válik és megszállottan gyűjteni kezd mindent, ami a nőhöz kapcsolódik, a cigarettacsikkektől a mozijegyeken át az üres üdítős üvegekig.

## A mű keletkezési körülményei

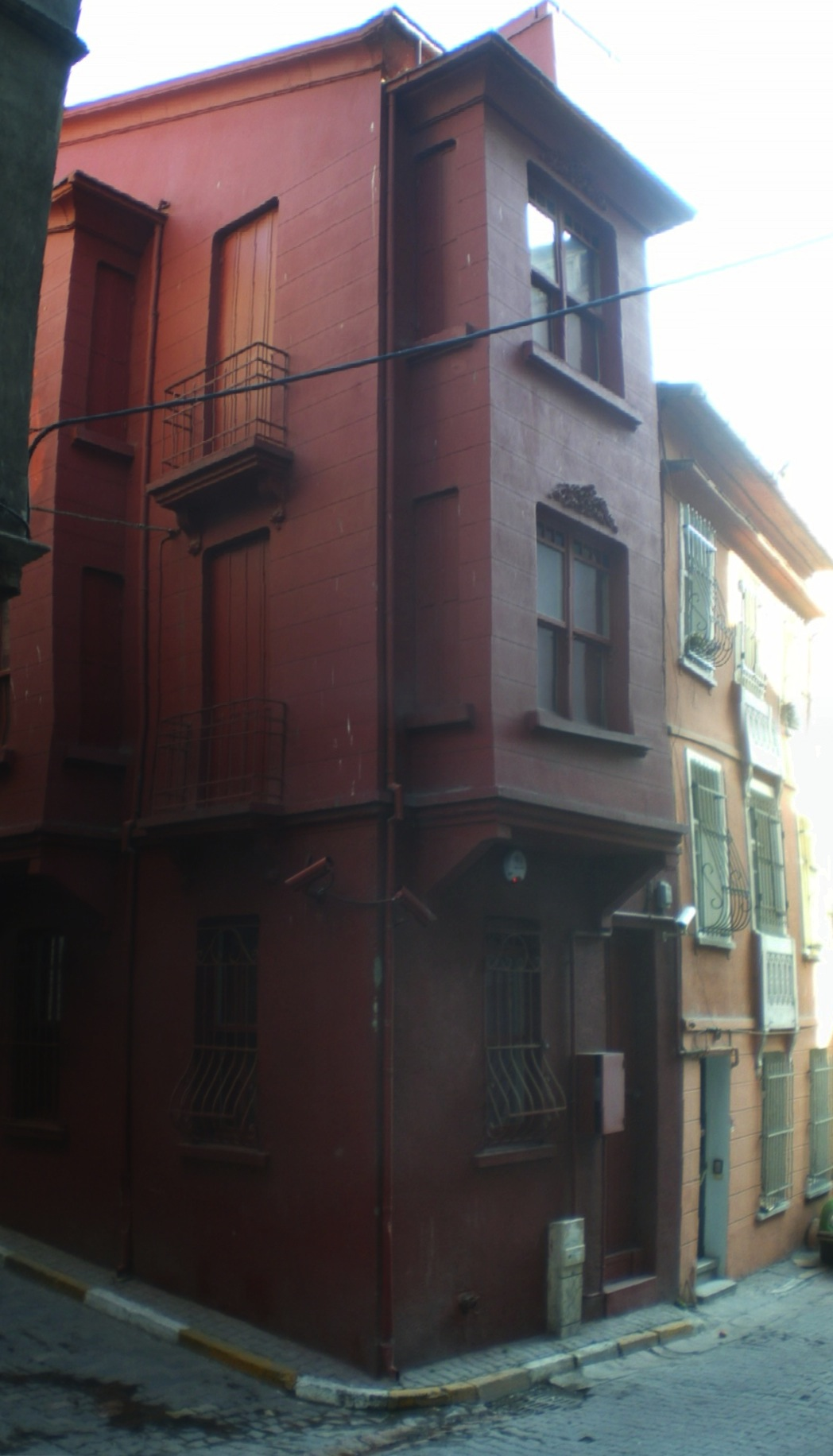
Az ártatlanság múzeumának épülete Isztambulban

Az ártatlanság múzeumának ötlete már tíz évvel a regény kiadása előtt megszületett Pamuk fejében és nem sokkal a Hó megjelentetése után el is kezdte írni, megszakításokkal hét évig dolgozott rajta. Ahhoz, hogy megértse a gyűjtés, a kollekció-összeállítás mögötti érzelmeket és munkát, kutatásokat végzett a muzeológia terén és számos múzeumot is bejárt Európában és Ázsiában.

## A múzeum
A múzeum Beyoğluban található, egy vöröses színűre festett régi, isztambuli stílusú házban. A regényhez összegyűjtött tárgyakat Pamuk a helyi ócskapiacokról és régiség-kereskedésekből szerezte be. A múzeumban 83 vitrin található, ezek mindegyike a regény egy-egy fejezetét reprezentálja, a tárgyakon keresztül meséli el a cselekményt. A múzeum létrehozása miatt Pamukot hazájában több kritika is érte.

## Fogadtatás
A regényt Marcel Proust munkásságához hasonlította a The Economist és a The Independent. Ian Irvine a Financial Timestól úgy vélte „Kemal fennkölt és tragikus megszállottságának türelmes megfigyelésével Pamuk egy olyan művet alkotott meg a romantikus szerelemről, ami megérdemli, hogy olyanok mellett említsék, mint a Lolita, a Bovaryné és az Anna Karenyina.”
A regény hatására Nazan Öncel énekesnő Canım Benim Nasılsın (Kedvesem, hogy vagy?) címmel dalt írt.

## Magyarul
- Az ártatlanság múzeuma; ford. Tasnádi Edit; Ulpius-ház, Bp., 2010, ISBN 978-963-254-224-9